# Milchreife
Als Milchreife bezeichnet man bei Getreide einen Reifezustand des Korns, bei dem dieses noch hell (meist weiß) und sehr viel kleiner als das ausgereifte Korn ist. Milchreife Körner sind sehr weich, weil ihr Inneres von einer weißen, süßen Flüssigkeit gefüllt ist.
Die Milchreife geht der Teigreife voran und stellt die Phase der Kornentwicklung dar, in der das befruchtete Korn von den ersten Anlagen nach der Befruchtung auf die Größe des reifen Korns heranwächst. Daher ist die Nährstoffversorgung der Pflanze zum Zeitpunkt der Milchreife bereits entscheidend für den späteren Ertrag: Stehen zu wenig Wasser oder Nährstoffe in diesem Entwicklungsstadium zur Verfügung, so werden nur wenige und kleinere Körner angelegt, so dass die Pflanze eine spätere Verbesserung der Wachstumsbedingungen nicht mehr in einen höheren Ertrag umsetzen kann. Umgekehrt kann aber eine gute Kornanlage zum Zeitpunkt der Milchreife die Pflanze in der späteren Entwicklung der Ähre, etwa im Fall einer plötzlich anbrechenden Trockenheit, belasten und zur Bildung von Kümmerkörnern führen.